# Szary Kierz (województwo pomorskie)
Szary Kierz – osada w Polsce położona w województwie pomorskim, w powiecie starogardzkim, w gminie Osieczna.